# 雄物川町東里
雄物川町東里（おものがわまちとうさと）は、秋田県横手市の大字。郵便番号は013-0203。人口は566人、世帯数は190世帯（2020年10月1日現在）。

## 地理
横手市西部、雄物川地域の南東部に位置している。東で平鹿町樽見内、西と南で雄物川町造山、北で雄物川町今宿・雄物川町砂子田と隣接する。
田園地帯が広がっており、道路沿いに集落が形成されている。
平鹿郡雄物川町が発足する以前は平鹿郡里見村に属しており、現在の雄物川町東里の他、雄物川町砂子田・雄物川町造山が里見村の範囲内にある。雄物川町東里は当時の村の中心地であり、里見公民館と呼ばれる市の施設や、タクシー事業者であるさとみタクシーの本社が所在する。
国道107号と、主要地方道である秋田県道13号湯沢雄物川大曲線が通っており、この2線は町内で若干重複する。北側には旧横荘線の線路跡や、羽後里見駅跡がある。

### 河川
- 石持川

### 小字
- 字相川野（あいかわの）
- 字内配蒔（うちはいまき）
- 字上耳取（かみみみどり）
- 字柄内（からうち）
- 字釘貫（くぎぬき）
- 字志戸ケ池（しどがいけ）
- 字下耳取（しもみみどり）
- 字十三塚（じゅうさんづか）
- 字立野（たての）
- 字東里北（とうさときた）

- 字東里西（とうさとにし）
- 字東里東（とうさとひがし）
- 字東里（とうさと）
- 字東槻（とうづき）
- 字松木（まつき）
- 字回館（まわりたて）
- 字水里（みずさと）
- 字水尻（みずしり）
- 字薬師前（やくしまえ）

## 世帯数と人口
2020年（令和2年）10月1日現在の世帯数と人口は以下の通りである。
| 丁目         | 世帯数  | 人口  |
| ------------ | ------- | ----- |
| 雄物川町東里 | 190世帯 | 566人 |

### 人口の推移
以下は国勢調査による1995年（平成7年）以降の人口の推移。
| 年                 | 人口 |
| ------------------ | ---- |
| 1995年（平成7年）  | 855  |
| 2000年（平成12年） | 784  |
| 2005年（平成17年） | 749  |
| 2010年（平成22年） | 688  |
| 2015年（平成27年） | 623  |
| 2020年（令和2年）  | 566  |

## 小・中学校の学区
市立小・中学校に通う場合、学区（校区）は以下の通りとなる。
| 番地 | 小学校               | 中学校                 |
| ---- | -------------------- | ---------------------- |
| 全域 | 横手市立雄物川小学校 | 横手市立横手明峰中学校 |

## 交通

### 鉄道
町内に駅はない。最寄り駅は平鹿町醍醐にあるJR東日本・奥羽本線の醍醐駅。
1971年まで横荘線の羽後里見駅があった。

### 道路
- 国道107号
- 秋田県道13号湯沢雄物川大曲線（主要地方道）

## 施設
- JA秋田ふるさと 農産物総合分析センター
- JA秋田ふるさと 多機能型低温倉庫
- 里見地区交流センター
- さとみタクシー

### 閉鎖した施設
- 横手市立南小学校（2015年3月31日閉校）[11]
  - 南小・雄物川北小・福地小の統合校として2015年4月1日に「雄物川小学校」が開校している。
  - 跡地には、JA秋田ふるさとの多機能型低温倉庫が建設されている。2022年4月27日竣工[12]。